# Kinoiet

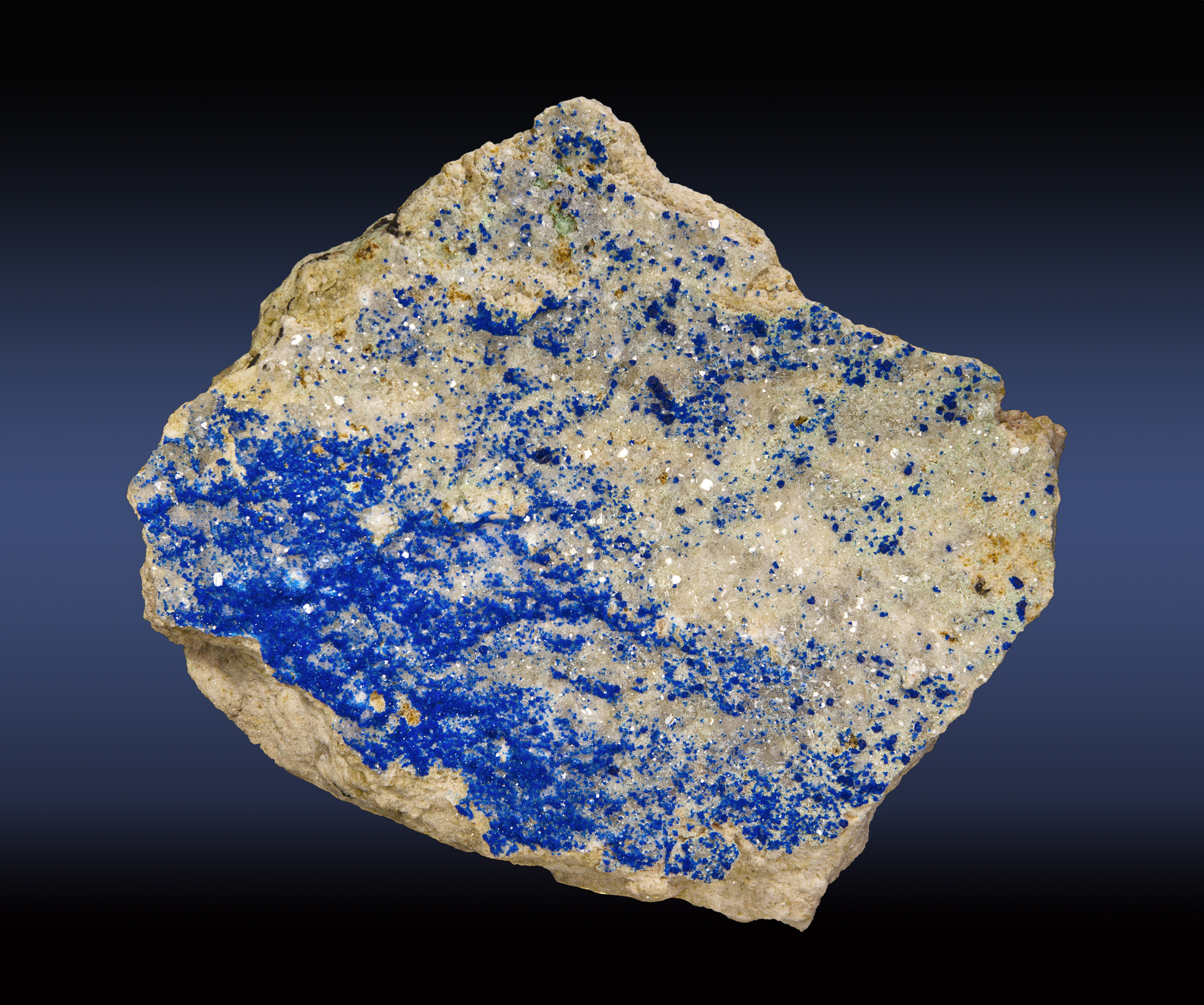
Kinoite

Het mineraal kinoiet is een gehydrateerd-calcium-koper-silicaat met de chemische formule Ca2Cu2Si3O10·2(H2O). Het mineraal behoort tot de sorosilicaten.

## Eigenschappen
Het doorzichtig tot doorschijnend azuurblauwe kinoiet heeft een glasglans, een blauwwitte streepkleur en de splijting van het mineraal is perfect volgens het kristalvlak [010] en duidelijk volgens [100] en [001]. Het kristalstelsel is monoklien. Kinoiet heeft een gemiddelde dichtheid van 3,16, de hardheid is 5 en het mineraal is niet radioactief.

## Naamgeving
Het mineraal kinoiet is genoemd naar Eusebio Francisco Kino (1645 - 1711), een jezuïet die in het zuidwesten van de Verenigde Staten mineralen zocht.

## Voorkomen
De typelocatie van kinoiet is Helvetia, Santa Rita gebergte, Pima county, Arizona, Verenigde Staten.